# Transfer Pak

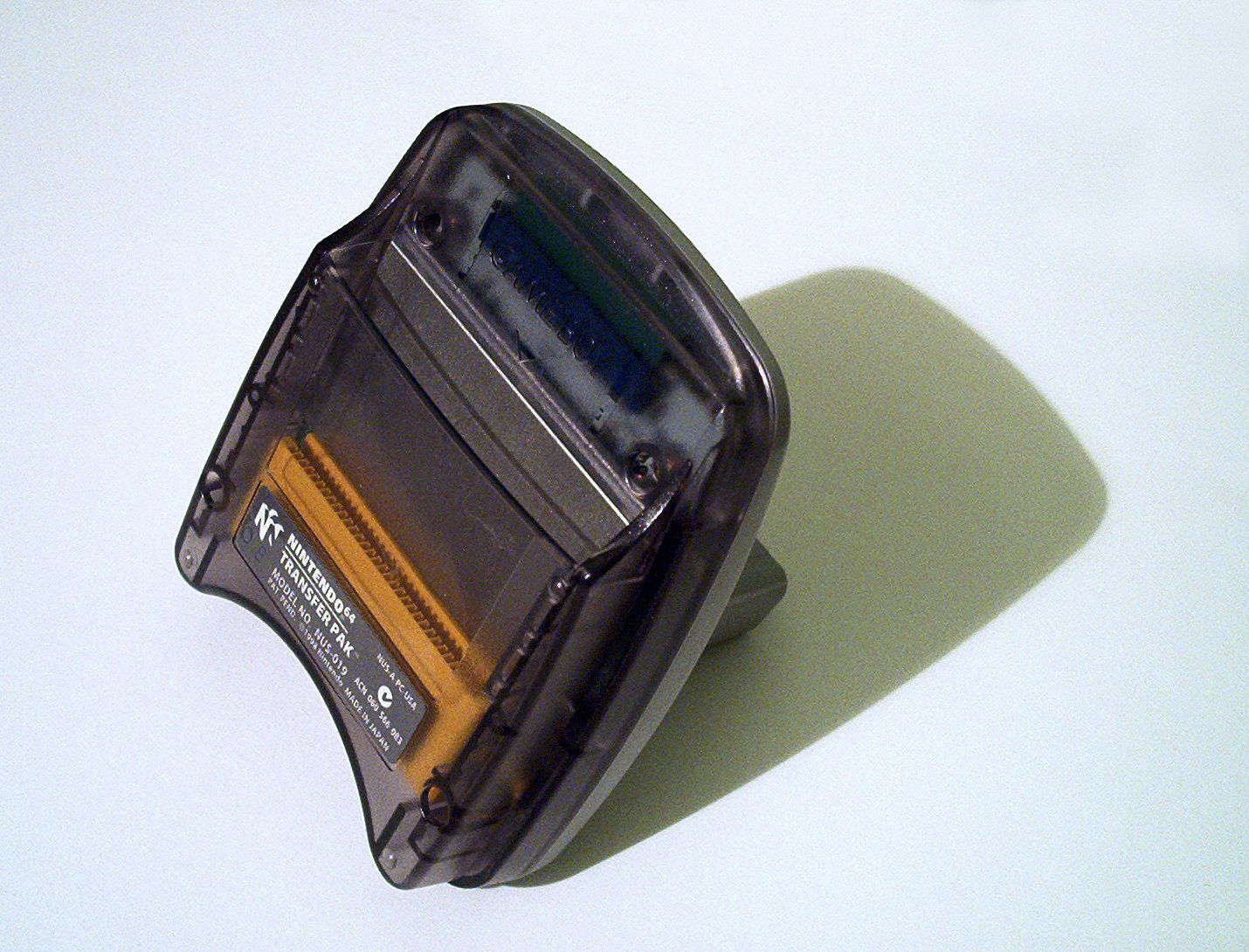
Transfer Pak

Transfer Pak är en anordning till Nintendo 64 vilken tillåter att data skickas mellan konsolen och en Game Boy- eller Game Boy Color-kassett. Transfer Pak har en Game Boy-port och en del som passar i expansionsporten på Nintendo 64-handkontrollen. Anordningen ses som föregångaren till Nintendo Gamecube Game Boy Advance Cable.
Transfer Pak inkluderades med spelet Pokémon Stadium, detta eftersom spelets utmärkande drag var att importera Pokémon-lag från Game Boy-titlar. Pokémon Stadium innehöll även "GB Tower" vilket tillät att man spelade Pokémon Red, Blue och Yellow på NIntendo 64 med en inbyggd Game Boy-emulator.
Det planerades från början att Perfect Dark skulle kunna kopplas till Game Boy Camera och på så sätt importera bilder på huvud till karaktärerna i spelet. Denna idé lades dock ned.
Det är inte möjligt att spela Game Boy-spel på Nintendo 64 med Transfer Pak. Det fanns dock tredjepartsanordningar som möjliggjorde detta.
| Nintendo 64-spel      | Game Boy / Game Boy Color-spel                              |
| --------------------- | ----------------------------------------------------------- |
| Mario Golf            | Mario Golf                                                  |
| Mario Tennis          | Mario Tennis                                                |
| Mickey’s Speedway USA | Mickey's Racing Adventure                                   |
| Perfect Dark          | Perfect Dark                                                |
| Pokémon Stadium       | Pokémon Red, Blue och Yellow                                |
| Pokémon Stadium 2     | Pokémon Red, Blue, Yellow, Pokémon Gold, Silver och Crystal |